# Тарарышкин, Пётр Павлович
Пётр Павлович Тарарышкин (1923 — 1983) — советский хозяйственный, государственный и политический деятель, Герой Социалистического Труда (1971).

## Биография
Родился в 1923 году в деревне Зараново. Член КПСС с 1942 года.
С 1941 года — на хозяйственной, общественной и политической работе. 
В 1941—1986 гг. — участник Великой Отечественной войны, фельдшер, заведующий санэпидстанцией, заведующий райздравотделом в Рязанской области, инструктор Рязанского обкома КПСС, председатель Солотчинского райисполкома, второй, первый секретарь Сасовского райкома КПСС, заместитель председателя Рязанского облисполкома.
Указом Президиума Верховного Совета СССР от 8 апреля 1971 года присвоено звание Героя Социалистического Труда с вручением ордена Ленина и золотой медали «Серп и Молот».
Делегат XXIV съезда КПСС.
Умер в Рязани в 1983 году.